# Irina Zahharenkova
Irina Zahharenkova (Kaliningrad, 23 februari 1976) is een Estlands pianist, klavecimbelspeler en pianofortespeler.

## Levensloop
Zahharenkova, na de basis van muziek vanaf de leeftijd van vier jaar te hebben geleerd bij haar moeder, studeerde in 1991–95 aan het Tallinn Georg Ots Music College bij Prof Mare Ots en in 1995–2000 aan de Estlandse Muziekacademie (piano bij Lilian Semper en klavecimbel bij Maris Valk-Falk).
In 2003 behaalde ze haar Master bij Liliane Semper en vervolgde met studies voor het behalen van een doctoraat. Vanaf 2002 studeerde zij ook aan de Sibeliusacademie in Helsinki, bij Hui-Ying Liu-Tawaststjerna. Ze nam ook deel aan talrijk workshops, bij onder meer Steven Bishop Kovachevich, Angela Hewett, András Schiff, Victor Merzhanov, Huguette Dreyfus, Pierre Hantaï, Malcolm Bilson.
Ze studeerde verder, naast piano, ook klavecimbel, pianoforte, orgel, alsook Estlandse en Finse filologie. Als veelzijdig instrumentist, speelt ze solo of als begeleidster van ensembles, zowel op piano en klavecimbel als op pianoforte en orgel. Ze concerteerde in Frankrijk, Spanje, Italië, Duitsland, Finland, Estland, Letland en Tsjechië.

## Prijswinnaar
Irina Zahharenkova heeft deelgenomen aan talrijke concours, waar ze prijzen behaalde.
- 2007: In dat jaar behaalde ze de Borletti-Buitoni Trust Fellowship Award.
- 2006: Johann Sebastian Bach Internationaal Pianoconcours in Leipzig, Eerste prijs en prijs van de luisteraars
- 2006: Antonio Casagrande International Pianoconcours in Terni, Eerste prijs en twee Speciale Prijzen (beste interpretatie van een pianosonate van Mozart en beste interpretatie van een werk van A. Casagrande).
- 2006: Villa-Lobos Internationaal Pianoconcours in São Paulo, Derde prijs
- 2005: Internationaal Pianoconcours in Genève, Derde prijs
- 2005: George Enescu Internationaal Pianoconcours in Boekarest, Eerste prijs en Speciale Prijs voor de beste interpretatie van Enescu’s Pianosonate.
- 2005: "Praagse Lente" Internationaal Klavecimbelconcours in Praag, Derde prijs en Speciale Prijs voor de beste uitvoering van het opgelegde hedendaags werk.
- 2005: Internationaal Pianoconcours in Épinal, Tweede prijs en twee Speciale Prijzen (beste interpretatie van een opgelegd hedendaags werk en van een Frans werk).
- 2004: Internationaal Concours Pianoforte in het kader van het Festival Musica Antiqua in Brugge, Tweede prijs
- 2004: Eerste Jaén Internationaal Pianoconcours in Jaén, (Spanje), Eerste prijs, prijs van de luisteraars en Speciale Prijs voor de beste interpreatie van een opgelegd hedendaags werk.
- 2003: M.K. Čiurlionis Internationaal Pianoconcours in Vilnius, Tweede prijs en Speciale Prijs voor de beste interpretatie van een werk van M.K. Čiurlionis.